# Lista de episódios de Mercy

Logótipo de Mercy.

A seguir se apresenta a lista de episódios de Mercy, um drama médico transmitido na rede de televisão National Broadcasting Company (NBC) a partir de 23 de Setembro de 2009 nos Estados Unidos. Estreou como parte da temporada de Outono de 2009. O seriado centra-se na vida de três enfermeiras: Veronica Callahan (interpretada por Taylor Schilling), que completou recentemente o serviço militar no Iraque e tem algumas questões emocionais a lidar; Sonia Jimenez (Jaime Lee Kirchner), a melhor amiga de Veronica que tornou-se seriamente envolvida com um oficial da polícia; e Chloe Payne (Michelle Trachtenberg), uma recém-formada que é lançada no mundo da enfermagem e não está preparada para o que ele tem para oferecer. Mercy foi originalmente programada para iniciar na metade da temporada televisiva norte-americana de 2009-10, no entanto, foi transferida para a primavera após a estreia de Parenthood ser empurrada para 2010 devido a problemas de produção. O último episódio do seriado foi transmitido na noite de 12 de Maio de 2010.
O primeiro episódio, "Can We Get That Drink Now?", foi assistido por 8.38 milhões de telespectadores, marcando assim a maior audiência da série. O vigésimo primeiro episódio, "Too Much Attitude and Not Enough Underwear", marcou a pior audiência do programa: 3.92 milhões de telespectadores. Em sua média, a série foi assistida por 6.33 milhões de telespectadores americanos e se posicionou no número 76 entre os programas que foram ao ar na temporada televisiva de 2009-10.
Na manhã de 14 de Maio de 2010, foi anunciado pela NBC que Mercy fora oficialmente cancelada por apresentar fracas audiências. O DVD do seriado foi lançado na América do Norte a 3 de Agosto de 2010 e na Oceânia a 29 de Setembro seguinte.

## Episódios
| N.º | Título                                                      | Realizador(a)     | Argumentista(s)                               | Transmissão original    | Código de produção | Audiência (em milhões) |
| --- | ----------------------------------------------------------- | ----------------- | --------------------------------------------- | ----------------------- | ------------------ | ---------------------- |
| 1 | "Can We Get That Drink Now?"                                | Adam Bernstein    | Liz Heldens                                   | 23 de Setembro de 2009  | 101                | 8,38                   |
| Veronica Callahan é uma enfermeira astuta que retorna ao Hospital Mercy depois de um longo serviço no Exército. Veronica desobedece constantemente as ordens para ajudar os seus pacientes, tentando, entretanto, salvar o seu casamento com o seu namorado do tempo de escola, Mike Callahan, mas as coisas se tornam ainda mais difíceis para ela quando o médico com quem ela teve um caso, o Dr. Chris Sands, chega à Mercy. Enquanto isso, encontramos também a melhor amiga de Veronica e também colega enfermeira, Sonia, que pensa ter finalmente encontrado o homem de sua vida e também Chloe, uma enfermeira nova que acabou de se juntar ao Mercy. |                                                             |                   |                                               |                         |                    |                        |
| 2 | "I Believe You Conrad"                                      | Adam Kane         | Liz Heldens                                   | 30 de Setembro de 2009  | 102                | 7,39                   |
| Veronica e Mike tentam voltar a morar juntos, para salvar o casamento. De volta ao Hospital Mercy, Veronica e Dr. Sands tentam ser apenas amigos, mas não é tão fácil como eles pensavam. Enquanto isso, Sonia se apaixona por um policial bonitão chamado Nick Valentino, que ajuda-la com um caso Jane Doe e Chloe tenta ajudar uma paciente que todos já desistiram de ajudar. |                                                             |                   |                                               |                         |                    |                        |
| 3 | "Hope You're Good, Smiley Face"                             | Andrew Bernstein  | Toni Graphia                                  | 7 de Outubro de 2009    | 103                | 7,43                   |
| Um incêndio numa boate coloca uma pressão sobre Veronica quando ela tenta salvar o único sobrevivente, mas quando o paciente tem que ir para terapia, ela ajuda Veronica a perceber que ela pode precisar de alguma ajuda. Enquanto isso, Chloe quer o respeito de seus colegas de trabalho, então ela decide que é hora de mudar seu estilo e atitude. Além disso, Sonia e um dos novos médicos, controlam um paciente enquanto as enfermeiras ficam confusas quando vêm Dr. Harris com uma mulher linda e misteriosa. |                                                             |                   |                                               |                         |                    |                        |
| 4 | "Pulling the Goalie"                                        | Lawrence Trilling | Peter Elkoff                                  | 14 de Outubro de 2009   | 104                | 7,37                   |
| Mike e Veronica decidem começar a tentar ter um bebé para o desespero do Dr. Sands. Enquanto isso, no hospital, Veronica tenta ajudar um veterano sem-tecto voltar ao ambiente enquanto ela também enfrenta seus problemas do Iraque. Por outro lado, Sonia encontra o bom e o ruim de namorar um policial, ajudando dois pacientes que estão em uma relação de amor e ódio. Enquanto isso, Chloe dá esperança a uma vítima de queimadura cínica e jovem, enquanto pensa em levar a sua paixão pelo Dr. Sands para o próximo nível. |                                                             |                   |                                               |                         |                    |                        |
| 5 | "You Lost Me With The Cinder Block"                         | Allan Arkush      | Dan Dworkin & Jay Beattie                     | 21 de Outubro de 2009   | 105                | 7,19                   |
| Veronica e Mike anunciam que eles estão tentando engravidar, enquanto uma mulher grávida e seu feto são admitidos no Mercy após um acidente de carro. O novo paciente de Sonia tem um problema de sonambulismo e Chloe passa o dia em uma ambulância e faz uma descoberta que irá mudar a vida do Dr. Harris, que já convocou uma reunião para determinar o futuro de Veronica no Hospital Mercy. |                                                             |                   |                                               |                         |                    |                        |
| 6 | "The Last Thing I Said Was"                                 | Lawrence Trilling | Gretchen J. Berg & Aaron Harberts             | 4 de Novembro de 2009   | 106                | 6,63                   |
| O caso de Veronica com o Dr. Sands emerge, o que faz Veronica quastionar se deve ou não contar a Mike. Sonia recebe alguns conselhos de relacionamento de um paciente, enquanto seu namorado, Nick, que está disfarçado, desaparece. Enquanto isso, o ex-namorado de Chloe vai a Nova Jérsia para lhe dizer que ele vai se casar, muito a seu desânimo. |                                                             |                   |                                               |                         |                    |                        |
| 7 | "Destiny, Meet My Daughter, Veronica"                       | Martha Mitchell   | Matt Ward                                     | 11 de Novembro de 2009  | 107                | 6,68                   |
| Depois do caso de Veronica e Dr. Sands se tornar público, ela e Mike se reúnem em uma emergência familiar. A rival de Sonia do ensino médio é internada no Hospital Mercy, mas Sonia descobre que sua vida não é tão perfeita como ela pensava. Enquanto isso, o relacionamento de Chloe com um bombeiro começa realmente a aquecer e o Dr. Sands e a Dr. Jelani começam a namorar. |                                                             |                   |                                               |                         |                    |                        |
| 8 | "I'm Not That Kind of Girl"                                 | Mike Listo        | Veronica Becker & Sarah Kucserka              | 18 de Novembro de 2009  | 108                | 7,76                   |
| Veronica pensa que ela pode estar grávida e que isso pode não ser suficiente para salvar seu casamento com Mike enquanto ela e Dr. Harris decidiram trabalhar contra a morte no Hospital. O novo paciente Sonia é uma rainha da beleza cujo diagnóstico vai mudar a sua vida para sempre, e Sonia terá que ajudá-la a lidar com isso. Chloe descobre que seu novo namorado bombeiro é casado. Enquanto isso, o Dr. Sands e a Dr. Jelani chegam ainda mais perto, enquanto organizam a "Sexta-feira de Bicicleta para o Trabalho". |                                                             |                   |                                               |                         |                    |                        |
| 9 | "Some of Us Have Been to the Desert"                        | Duane Clark       | Colleen McGuinness                            | 9 de Dezembro de 2009   | 109                | 7,01                   |
| Veronica decide juntar-se a um grupo de apoio para ajudar os veteranos com seu stress pós-traumático e ao mesmo tempo lidar com seu pai que sofre de Alzheimer. Chloe é obrigada a lidar com o Dr. Harris depois que ele se aleija em uma queda no hospital, enquanto Sonia retorna para a maternidade e é atribuída uma rapariga de dezanove anos que está grávida que ia dar seu bebé para adopção com dois pais, mas muda de ideias. |                                                             |                   |                                               |                         |                    |                        |
| 10 | "I Saw This Pig and I Thought of You"                       | Ed Bianchi        | Nichelle Tramble Spellman                     | 6 de Janeiro de 2010    | 110                | 7,30                   |
| O novo paciente de Veronica, que teve uma experiência de quase morte na sala de operação, entra em uma crise de fé, enquanto Veronica pensa que Mike seguiu em frente e começou a namorar uma nova pessoa então ela equipa-se com Sonia e Chloe e fazem uma boa espionagem a moda antiga. Enquanto isso, Sonia tenta ajudar uma mãe e filha após um acidente de carro, mas quando a mãe morre, Sonia descobre um segredo que irá mudar a vida das meninas para sempre e Chloe ajuda em uma briga de família quando os filhos de seu paciente não concordam num tratamento para seu pai. |                                                             |                   |                                               |                         |                    |                        |
| 11 | "We're All Adults"                                          | Darnell Martin    | Dan Dworkin & Jay Beattie                     | 13 de Janeiro de 2010   | 111                | 5,85                   |
| Os novos pacientes de Veronica são um grupo de estudantes universitários promíscuos que são admitidos à Mercy com meningite, que também têm um triângulo amoroso que o pessoal do Hospital Mercy compara a a vida amorosa de Veronica. Enquanto isso, a paciente futura-noiva de Chloe é admitida à Mercy pensando que ela só tem uma gripe simples, até que ela recebe um diagnóstico mais sério. O paciente do transplante de mão de Sonia quer que a sua nova mão amputada quando descobre que pertencia a um pedófilo e a irmã do Dr. Sands, Simone, vem a Nova Jersey para uma visita. |                                                             |                   |                                               |                         |                    |                        |
| 12 | "Wake Up, Bill"                                             | Gloria Muzio      | Peter Elkoff                                  | 20 de Janeiro de 2010   | 112                | 5,86                   |
| A paciente de cancro recém-casada de Chloe entra em uma cirurgia de risco o que deixa Chloe a confortar o recém-marido. Enquanto isso, um paciente em estado de coma há 10 anos chamado Bill, finalmente acorda e decide enfrentar sua vida amorosa que inspira Veronica a fazer o mesmo com a dela e Sonia saboreia um pouco a vida rica quando fica com uma paciente rica e excêntrica para cuidar. |                                                             |                   |                                               |                         |                    |                        |
| 13 | "Can We Talk About the Gigantic Elephant in the Ambulance?" | Seith Mann        | Toni Graphi & Matt Ward                       | 3 de Fevereiro de 2010  | 113                | 6,21                   |
| Um novo médico chega ao Hospital Mercy, o Dr. Joe Briggs, e já começa a jogar as cartas erradas com a equipa do Hospital. Enquanto isso, Veronica e o Dr. Sands têm que esquecer os seus problemas para salvar uma mulher e seu filho congelados que foram encontrados na floresta. Após a morte da paciente recém-casada de Chloe, ela tem que ajudar o marido de luto a deixar o Hospital e Sonia continua como enfermeira particular para sua paciente rica. |                                                             |                   |                                               |                         |                    |                        |
| 14 | "I Have a Date"                                             | Rick Wallace      | Liz Heldens, Veronica Becker & Sarah Kucserka | 10 de Fevereiro de 2010 | 114                | 6,78                   |
| Veronica e o Dr. Sands finalmente vão em seu primeiro encontro oficial no Dia dos Namorados, mas antes que ela possa chegar ao restaurante, ela é mantida como refém quando a loja de donuts que ela vai é assaltada. Enquanto isso, o Dr. Joe Briggs re-atribui a Chloe e Angel o serviço nas urgências. Além disso, Sonia amiga com o filho de sua paciente rica, e começa a questionar seu relacionamento com Nick. |                                                             |                   |                                               |                         |                    |                        |
| 15 | "I Did Kill You, Didn't I?"                                 | Phil Abraham      | Dan Dworkin & Jay Beattie                     | 3 de Março de 2010      | 115                | 6,04                   |
| Veronica está sobrecarregada com SPT após o tiroteio na loja de donuts, e depois de um convidado surpresa chegar, Veronica sai deixando todos preocupados. Enquanto isso, no Mercy, um ónibus-bomba inunda as urgências, facto que provoca uma briga entre o Dr. Briggs e o Dr. Sand sobre a última sala de operação disponível. Enquanto isso, Chloe batalha uma ressaca em seu segundo dia nas urgências, Sonia tenta manter sua infidelidade de Nick e Dr. Harris trata um paciente que tem uma condição que a faz fazer investidas sexuais inadequadas. |                                                             |                   |                                               |                         |                    |                        |
| 16 | "I'm Fine"                                                  | David Straiton    | Gretchen J. Berg & Aaron Harberts             | 10 de Março de 2010     | 116                | 6,33                   |
| Veronica quer passar mais tempo com o Dr. Sands e ela também quer evitar os sintomas de SPT que foram disparados no assalto, o que a faz fazer turnos extras no Hospital, mas quando ela descobre o que a mãe de sua jovem paciente tem andado a fazer, a reacção dela choca todo mundo. Enquanto isso, a pacienta de Sonia quer se matar, algo que faz com que Sonia tome uma decisão que poderia arruinar sua carreira, enquanto Chloe acompanha o Dr. Briggs a uma casa VIP que lhe dá uma grande surpresa. |                                                             |                   |                                               |                         |                    |                        |
| 17 | "There is No Room For You on My Ass"                        | Andrew Bernstein  | Peter Elkoff & Colleen McGuinness             | 17 de Março de 2010     | 117                | 5,55                   |
| Veronica trata um paciente anoréctico, que é tão bom em negação como ela é, enquanto a família de Veronica decide confrontá-la após o seu excesso de álcool no Dia de São Patrício que a faz considerar ver um terapeuta. Enquanto isso, depois de ajudar o Dr. Briggs com um paciente com ataque cardíaco, Chloe começa a amolecer com ele quando ela descobre por que ele se tornou um médico enquanto Sonia ainda chora a morte da sua paciente de atendimento domiciliar. |                                                             |                   |                                               |                         |                    |                        |
| 18 | "Of Course I'm Not"                                         | Wendey Stanzler   | Matt Ward & Jeff Drayer                       | 24 de Março de 2010     | 118                | 5,50                   |
| Veronica começa a lidar com a sua SPT e enquanto o Dr. Sands quer continuar seu relacionamento, Veronica fica contra ele em uma disputa de um paciente. Chloe e Dr. Harris ajudam um jogador de futebol que tem uma lesão cerebral e Angel fica com um paciente das urgências excêntrico. Enquanto isso, Sonia tem que lidar com dois hipsters que são admitidos à Mercy, após uma tentativa de conquistar o coração de uma menina dar errado, mas, eles inspiram Sonia a fazer um gesto romântico a Nick. |                                                             |                   |                                               |                         |                    |                        |
| 19 | "There is No Superwoman"                                    | Gloria Muzio      | Toni Graphia & Nichelle Tramble Spellman      | 21 de Abril de 2010     | 119                | 5,06                   |
| Veronica tem outro ataque SPT em uma loja de conveniência e continua a sua terapia com o Dr. Cabe. Enquanto isso, Chloe e seu admirador jogador de futebol rastream um paciente com um problema potencialmente fatal e a empresa de seguros pede uma inesperada autópsia da paciente de Sonia que pode colocá-la em perigo. |                                                             |                   |                                               |                         |                    |                        |
| 20 | "We All Saw This Coming"                                    | David Straiton    | Veronica Becker & Sarah Kucserka              | 28 de Abril de 2010     | 120                | 4,92                   |
| Vários prisioneiros são admitidos no Hospital Mercy depois de um atentado contra a vida de alguém começar um motim. Veronica começa a se relacionar com seu paciente prisioneiro, mas fica chocada ao descobrir um segredo que ele tem mantido, que coloca a sua vida em perigo. Chloe tenta convencer seu namorado com a lesão na cabeça a começar o tratamento antes que seja tarde demais. Enquanto isso, o paciente de Sonia está aterrorizado por voltar para a prisão, coisa que a faz revelar seus medos de ir para a prisão também, e o Dr. Briggs tem que tomar uma decisão que poderia colocar sua carreira ou vida em perigo. |                                                             |                   |                                               |                         |                    |                        |
| 21 | "Too Much Attitude and Not Enough Underwear"                | Timothy Busfield  | Peter Elkoff & Joe Sachs                      | 5 de Maio de 2010       | 121                | 3,92                   |
| O antigo chefe do Dr. Sands e da Veronica do Iraque aparece no Hospital Mercy de forma inesperada e pergunta se o Dr. Sands quer tomar seu lugar de volta no Iraque. Veronica pede a Nick para ajudar Sonia, quando o filho da paciente velha ao persegue. Chloe está preocupada que seu namorado esteja prejudicando o seu cérebro ainda mais ao jogar futebol novamente contra o conselho médico e luta contra a decisão de dizer algo ao treinador que possa comprometer sua carreira e seu relacionamento com o namorado. Enquanto isso, uma amiga de Angel é atacada e Dr. Briggs questiona se as suas conexões com a máfia tinham algo a ver com isso, enquanto ele tem que lidar com sua amada de volta em sua vida. |                                                             |                   |                                               |                         |                    |                        |
| 22 | "That Crazy Bitch was Right"                                | Andrew Bernstein  | Liz Heldens & Colleen McGuinness              | 12 de Maio de 2010      | 122                | 4,01                   |
| Dois meninos e Veronica ficar presos em um prédio abandonado, e Veronica é obrigada a amputar um dos braços do garoto. Uma vez libertados do edifício, Veronica finalmente sai da casa de seus pais e vai viver em seu próprio apartamento com a ajuda de seu ex-marido Mike. De volta ao Hospital Mercy, Chloe tenta convencer os médicos do hospital a fazerem uma cirurgia de alto risco no namorado em coma para salvá-lo da morte, mas fica tarde demais e Chloe ajuda na cirurgia para a colheita de seus órgãos. Sonia e Nick finalmente voltam a ficar juntos, enquanto Sonia cuida de um paciente psíquico que lhe diz algumas coisas sobre o seu futuro. Enquanto isso, o Dr. Sands vai ao Iraque com um grupo médico de socorro e o Dr. Briggs tenta levantar dinheiro para pagar sua dívida com a máfia antes que seja tarde demais. |                                                             |                   |                                               |                         |                    |                        |